# Cantó de Deux-Sevi
El cantó de Deux-Sevi és una antiga divisió administrativa francesa situada al departament de la Còrsega del Sud, a la regió de Còrsega. Va existir de 1973 a 2015.

## Demografia
| 1962  | 1968  | 1975  | 1982  | 1990  | 1999  |
| ----- | ----- | ----- | ----- | ----- | ----- |
| 2.366 | 2.727 | 2.691 | 2.574 | 2.623 | 2.496 |

## Administració
| Període   | Identitat       | Partit | Qualitat |
| --------- | --------------- | ------ | -------- |
| 1973-2015 | Nicolas Alfonsi | PRG    |          |

| Nom         | Població | Codi Postal | Codi Insee |
| ----------- | -------- | ----------- | ---------- |
| Cargèse     | 982      | 20130       | 2A065      |
| Cristinacce | 52       | 20126       | 2A100      |
| Évisa       | 196      | 20126       | 2A108      |
| Marignana   | 101      | 20141       | 2A154      |
| Osani       | 90       | 20147       | 2A197      |
| Ota         | 452      | 20150       | 2A198      |
| Partinello  | 89       | 20147       | 2A203      |
| Piana       | 428      | 20115       | 2A212      |
| Serriera    | 106      | 20147       | 2A279      |